# Hyōjōshū
O Hyōjōshū (評定 所), era o Conselho Xogunal estabelecido em 1225 por Hōjō Yasutoki.   O papel do Conselho era parcialmente executivo, parcialmente judicial e parcialmente legislativo e se reuniam no Castelo Edo.
Durante o Xogunato Kamakura o Hyōjōshū era formado pelo Shikken, pelo Rensho, pelos Hikitsukeshū (presidente) dos três Hikitsuke (tribunais), e oficiais graduados (Rōjū): alguns dos Rōjū eram samurais, mas na maioria eram magistrados hereditários. Já os Hikitsukeshū pertenciam em sua maioria ao clã Hōjō. Durante um processo jurídico, a minuta do Hikitsuke consistia em um resumo detalhado do que as partes haviam dito e provado. O escrevente do Hikitsukeshū apresentava isto por escrito ao Hyōjōshū. Um juiz deveria abandonar seu posto, se uma das partes fosse parente dele. Nos julgamentos do Hyōjōshū, cabia uma bateria de recursos, fazendo com que levassem anos para serem julgados. .
Durante o Xogunato Tokugawa, o Hyōjōshū era composto pelos Rōjū (Anciãos), os mais altos oficiais do governo do xogunato.Além dos Rōjū, faziam parte do Hyōjōsho vários Comissários chamados genericamente de Bugyō e que estavam divididos entre os Machi-bugyō (Comissionários da Cidade), os Jisha-Bugyō (Comissários de Santuários e Templos), os Kanjō-Bugyō (Comissários de Finanças) e os Ō-Metsuke (Inspetores-Chefes).